# فرودگاه بالالا
فرودگاه بالالا (به انگلیسی: Balalae Airport) یک فرودگاه با کد یاتا BAS است . این فرودگاه در کشور جزایر سلیمان قرار دارد .